# Gérald Frydman

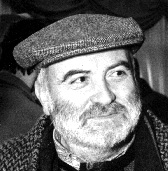
Gérald Frydman

Gérald Frydman (Brussel, 4 oktober 1942) is een Belgische regisseur.

## Biografie
Hij studeerde aan de L'Institut des arts diffusion te Brussel.
Hij gaat aan de slag als cameraman en monteur. Samen met Richard Olivier start hij ook met een soort fotoroman voor enkele magazines waaronder HUMO, SPORT 68 en TELEVIZIER; later ook voor de BRT.
Vanaf 1970 gaan hun wegen uiteen omdat Olivier werkt aan zijn eerste speelfilm en theaterstuk. Frydman kiest voor de animatiefilm.
Voor het tijdschrift Spirou (Robbedoes) maakt hij humoristische portretten van bekende personen die in de strip ingewerkt worden. Met deze techniek bouwt hij ook zijn eerste film "Scarabus".
Samen met Vivian Miessen werkt hij aan René Goscinny de tekenfilm Le sergent laterreur, die 2 jaar later verschijnt en genoemd wordt in het tijdschrift Pilote (1971-1972).
Tussen 1971 en 1991 maakt Frydman nog 6 andere animatiefilms waarvan er 4 genomineerd worden voor het filmfestival van Cannes en waarvan hij één Gouden Palm krijgt voor Le Cheval de Fer in 1984.
In de periode 1981-1983 schrijft Frydman het scenario voor de stripreeks Jessie Jane die door Luc Maezelle getekend wordt. Deze strip wordt gepubliceerd in het stripblad Robbedoes.
In 1981 richt hij het productiehuis Alfred (productiehuis) op.

## Filmografie
- Scarabus (1972), kortfilm
- Flap flap flap (1973),
- Agulana (1976), kortfilm
- L'Immortel (1981)
- Alephah (1981), kortfilm
- Last Cut (1982), kortfilm
- Lock (1983), scenario geschreven
- La Photographie (1983)
- Le cheval de fer (1984), kortfilm
- That's all Folks (1984)
- Trilogie du revoir de Botho Strauss (1985), documentaire
- La planète noire (1987)
- La poupée - Les mystères de l'agence K (1987), kortfilm
- Les bonnes manières (1989)
- VVVVVVV! (1990),
- Les éffaceurs (1991), kortfilm
- Ce soir je rentre à Braine-l'Alleud (1993), tv film
- J'ai eu dur! (1996)
- Arthur Masson, l'homme qui écrivait des livres (2001), documentaire
- La séquence Silverstein (2003), kortfilm
- Mauvaise erreur (2009), kortfilm (executive producer, producer)
- Divin (2010), Kortfilm
- Une Dernière Fois (2011), kortfilm (producer)

## Prijzen en Erkentelijkheden[1]
- Grand Prix op het Filmfestival van Melbourne in 1972 voor Scarabus
- Nominatie voor de Gouden palm voor Beste kortfilm en Prijs van de Jury op het Filmfestival van Cannes in 1976 voor Agulana
- Nominatie voor Beste Kortfilm op het Filmfestival van Cannes in 1981 voor Alephah
- Gouden palm voor Beste Kortfilm op het Filmfestival van Cannes in 1984 voor Le cheval de fer
- Speciale vermelding voor Kortfilm op het Filmfestival van Brussel in1984 voor Last cut
- Nominatie voor Beste Kortfilm op het Filmfestival van Cannes in 1991 voor Les effaceurs